# Kreator Map Google
Kreator Map Google (ang. Google Map Maker) – serwis internetowy umożliwiający edycję map Google. Projekt został uruchomiony w czerwcu 2008 w kilku krajach. W Polsce to narzędzie było dostępne od sierpnia 2012. Do jego przeglądania nie była wymagana rejestracja, ale do edytowania potrzebne było konto Google. Na początku użytkownik otrzymywał nick Anonim z losowymi czterema cyframi, ale w każdej chwili mógł go zmienić.
Kreator Map Google został wycofany w marcu 2017 r., a niektóre jego funkcje zostały połączone z Mapami Google.
Część zmian, w zależności od reputacji użytkownika i rangi zmiany, może wymagać zatwierdzenia innych użytkowników, RER-ów lub GR-ów. Zmiany zaakceptowane, będą dostępne w krótkim czasie na serwisie Mapy Google. Pewien zakres zmian jest zamknięty wyłącznie dla edytorów i pracowników Google.
Kreator Map Google to witryna oparta na pracy wielu wolontariuszy z całego świata. Podobną taką eksploatację prowadzą również serwisy internetowe, jak np. OpenStreetMap i Wikimapia.
W Kreatorze Map Google można było dodawać i edytować trzy różne rodzaje elementów:
- miejsca (POI), np. restauracje, szpitale, szkoły;
- trasy, tak jak np. drogi, rzeki, linie kolejowe, szlaki i ścieżki;
- kontury i granice, np. kontury budynków, parki, jeziora, lasy i granice.

31 marca 2017 roku Kreator Map Google został wyłączony.

## Dostępne kraje
Usługa dostępna była dla następujących terytoriów:
- Arabia Saudyjska
- Bangladesz
- Białoruś
- Bośnia i Hercegowina
- Brazylia
- Chorwacja
- Czechy
- Dania
- Demokratyczna Republika Konga
- Egipt
- Estonia
- Filipiny
- Francja
- Gruzja
- Holandia
- Indie
- Irak
- Iran
- Kambodża
- Kanada
- Kazachstan
- Kostaryka
- Kuwejt
- Macedonia
- Malezja
- Maroko
- Meksyk
- Mołdawia
- Nepal
- Niemcy
- Nowa Zelandia
- Pakistan
- Panama
- Peru
- Polska
- Portoryko
- Rosja
- Rumunia
- Salwador
- Serbia
- Słowacja
- Sri Lanka
- Stany Zjednoczone
- Szwecja
- Tajwan
- Ukraina
- Węgry
- Wenezuela
- Wielka Brytania
- Wietnam
- Włochy